# Élections législatives de 1970 aux îles Féroé
Les élections générales féroïennes se sont tenues le 7 novembre 1970. Ces élections ont été marquées par la victoire du Parti social-démocrate qui obtient 7 des 26 sièges composant le Løgting.

## Résultats
| Parti | Parti                           | Voix   | %    | +/-        | Sièges | +/-        |
| ----- | ------------------------------- | ------ | ---- | ---------- | ------ | ---------- |
|       | Parti social-démocrate (C)      | 4 916  | 27,2 | 0,2        | 7      | stagnation |
|       | Parti républicain (E)           | 3 669  | 21,9 | 1,9        | 6      | 1          |
|       | Parti de l'union (B)            | 3 921  | 21,7 | 2,0        | 6      | stagnation |
|       | Parti du peuple (A)             | 3 617  | 20,0 | 1,6        | 5      | 1          |
|       | Parti de l'autogouvernement (D) | 1 010  | 5,6  | 0,7        | 1      | stagnation |
|       | Parti du Progrès (F)            | 637    | 3,5  | 0,7        | 1      | stagnation |
| Total | Total                           | 18 064 | 100  | stagnation | 26     | stagnation |